# Chiesa della Madonna Bella
La chiesa della Madonna Bella è un edificio sacro che si trova in località Pocaia a Monterchi.
La chiesa fu originata da un oratorio dedicato alla Madonna, sorto probabilmente tra il 1525-1533. Nei documenti seicenteschi si ricorda che l'edificio venne eretto con le elemosine del popolo di Pocaia per rendere omaggio all'immagine miracolosa della Madonna col Bambino di una terracotta robbiana di primo Cinquecento, divenuta oggetto di devozione popolare. A seguito di un decreto del vescovo Monsignor Telesforo Cioli l'immagine sacra è venerata come protettrice dagli incidenti stradali.
Nel 1996 il santuario è stato resataurato.